# Lenomyrmex
Lenomyrmex é um gênero de insetos, pertencente a família Formicidae.

## Espécies
- Lenomyrmex colwelli Longino, 2006
- Lenomyrmex costatus Fernández & Palacio, 1999
- Lenomyrmex foveolatus Fernández & Palacio, 1999
- Lenomyrmex hoelldobleri
- Lenomyrmex inusitatus (Fernández, 2001)
- Lenomyrmex mandibularis Fernández & Palacio, 1999
- Lenomyrmex wardi Fernández & Palacio, 1999